# Juliane Caspar
Juliane Caspar (* 1970 in Bochum) ist eine deutsche Gastronomiejournalistin. Von 2008 bis Anfang 2017 leitete sie die französischsprachige Ausgabe des Restaurantführers Guide Michelin.

## Leben
Juliane Caspar ging nach dem Abitur als Au-Pair-Mädchen nach Italien und absolvierte eine Ausbildung zur Hotelfachfrau im Fünf-Sterne-Hotel Colombi Hotel in Freiburg im Breisgau, das zu den Leading Hotels of the World gehört. Sie sammelte jahrelange Auslandserfahrungen in der internationalen Spitzengastronomie, darunter in Italien, England und Südafrika. Ab 2002 arbeitete sie als Testerin bei der deutschsprachigen Ausgabe des Guide Michelin mit Sitz in Karlsruhe. 2004 wurde ihr die Leitung der Redaktion für Deutschland, Österreich und die Schweiz übertragen. Im Dezember 2008 wurde Caspar als erste Frau und als erster Nicht-Franzose Chefredakteurin des Guide Michelin France.